# Sedi dei XVI Giochi del Mediterraneo
Le sedi dei XVI Giochi del Mediterraneo sono elencate nella seguente tabella che riporta:
- Città
- Impianto
- Sport ospitato
- Capienza dell'impianto

| Città                | Impianto                         | Sport                 | Capienza |
| Pescara              | Stadio Adriatico                 | Atletica leggera      | 24.000   |
| Pescara              | Stadio Adriatico                 | Calcio                | 24.000   |
| Chieti               | Stadio Guido Angelini            | Calcio                | 12.750   |
| Lanciano             | Stadio Guido Biondi              | Calcio                | 6.400    |
| L'Aquila             | Stadio Tommaso Fattori           | Calcio                | 5.000    |
| Francavilla al Mare  | Stadio Valle Anzuca              | Calcio                | 1.500    |
| Teramo               | Stadio Gaetano Bonolis           | Calcio                | 8.000    |
| Pescara              | Stadio del mare                  | Beach volley          | 2.000    |
| Pescara              | Stadio Adriano Flacco            | Bocce                 | 2.000    |
| Bomba                | Lago di Bomba                    | Canoa/kayak           | 200      |
| Bomba                | Lago di Bomba                    | Canottaggio           | 200      |
| Pescara              | Circuito cittadino               | Ciclismo              | 1.000    |
| Chieti               | PalaTricalle                     | Ginnastica artistica  | 2.400    |
| Silvi Marina         | PalaUniverso                     | Ginnastica ritmica    | 2.400    |
| Miglianico           | Golf Club                        | Golf                  |          |
| Pescara              | Stadio Adriatico                 | Handisport            | 24.000   |
| Pescara              | Piscine Le Naiadi                | Handisport            | 1.500    |
| Pescara              | Centro Sportivo Febo             | Judo                  | 1100     |
| Pescara              | Centro Sportivo Febo             | Lotta                 | 1100     |
| Pescara              | Piscine Le Naiadi                | Nuoto                 | 1.500    |
| Pescara              | Centro Sportivo Febo             | Karate                | 800      |
| Pescara              | PalaElettra                      | Pallacanestro         | 2.000    |
| Pescara              | PalaElettra II                   | Pallacanestro         | 555      |
| Pescara              | Circolo Tennis Pescara           | Tennis                | 1.500    |
| Teramo               | PalaScapriano                    | Pallacanestro         | 3.559    |
| Roseto degli Abruzzi | PalaMaggetti                     | Pallacanestro         | 4.000    |
| Ortona               | Palasport                        | Pallacanestro         | 1.450    |
| Pescara              | Palasport Giovanni Paolo II      | Pallamano             | 2.000    |
| Chieti               | Palasport "Santa Filomena"       | Pallamano             | 1.500    |
| Pescara              | Piscine Le Naiadi                | Pallanuoto            | 1.500    |
| Chieti               | PalaTricalle                     | Pallavolo             | 2.400    |
| Montesilvano         | PalaRoma                         | Pallavolo             | 1.500    |
| Vasto                | Palasport                        | Pallavolo             | 1.700    |
| Pescara              | Circuito cittadino lungomare sud | Pattinaggio a rotelle | 1.000    |
| Avezzano             | Palaghiaccio                     | Pugilato              | 2.000    |
| Pineto               | PalaVolley "S. Maria"            | Scherma               | 1.000    |
| Pescara              | Lungomare                        | Sci nautico           |          |
| Pescara              | PalaRigopiano                    | Sollevamento pesi     | 1.200    |
| Chieti               | Centro ippico "Teaterno"         | Sport equestri        | 1.000    |
| Pescara              | Circolo Tennis Pescara           | Tennis                | 1.500    |
| Lanciano             | Palasport                        | Tennistavolo          | 750      |
| Pescara              | Centro Sportivo Febo             | Tiro a segno          | 550      |
| Manoppello           | Poligono "S.Uberto"              | Tiro a volo           | 550      |
| Pescara              | Porto turistico                  | Vela                  |          |